# Авети прошлости
Авети прошлости је 30. епизода стрип серијала Кен Паркер објављена у Лунов магнус стрипу бр. 543. Објавио ју је Дневник из Новог Сада у мају 1983. године. Имала је 92 стране и коштала 23 динара. Епизоду је нацртао Иво Милацо, а сценарио написао Ђанкарло Берарди. Насловна страна ЛМС је оригинална Милацова насловница из 1980. год.

## Оригинална епизода
Оригинална епизода објављена је у јуну 1980. године под насловом Casa dolce casa. Издавач је била италијанска кућа Cepim. Коштала је 500 лира и имала 96 страна.

## Кратак садржај
Радња се дешава у мају 1876. године. Кен је и даље на путу за Бафало (држава Вајоминг), где жели да посети родитеље. Претходно свраћа враћа на фарму где му је убијен брат Бил пре осам година, када је имао 17 година (ЛМС-301).
Под доласку у Бафало, Кен се сусреће са родитељима, али и старим пријатељем из детињства Диком, који је напустио Бафало пре много година. Након што је опљачкао банку, Дик покушава да се скраси у родном месту. Најпре има проблема са оцем, а потом и са бившом девојком, Леном Коблер, која је по његовом одласку родила његово дете. Дик и Кен успевају да пронађу Лену која данас ради као елитна проститутка. На Диков наговор, Лена пристаје да са сином крене за њим у други град. Али Дик и Кен упадају у сукоб са групом бандита који су пратили Дика од пљачке банке. Дик гине, као и Лена, коју убија незадовољни муштерија. Њихов син остаје да живи са Диковим остарелим родитељима. Кен враћа на фарму својих родитеља.

## Значај епизоде
Епизода на маестралан начин одсликава разлике између хармоничних и нарушених односа родитеља и деце. Док је Диков отац био екстремно строг и није показивао емоције током Диког одрастања, Кенови родитељи су били топли и срдачни. Исход је натегнут однос Дика са својим оцем и хармоничан однос Кена са својим родитељима. Аутори овим контрастом заоштравају однос према католичкој цркви, будући да је Диков отац свештеник (иако се то не види из Дневникове верзије епизоде), лишен емоција који не успева чак ни да загрли сопственог сина након дуго времена.

## Однос према породици
Различит однос према родитељима одсликава и различит однос Кена и Дика према породици. Кен и Дик су обојица људи које не везује место. Ипак, Кенов став је далеко искренији. У ЛМС-481, он отворено каже Пат О Шејн да не може да се скраси. Дик, за разлику од њега, наговара Лену Коблер да пође с њим али касније признаје Кену да нема намеру да живи са њима, ”јер није човек за кавез.”
Кенов однос према породици додатно се објашњава касније у епизоди У време Пони Експреса.

## Познате личности
На стр. 33-34 појављују се Станлио и Олио, као копачи злата. Кенови отац и мајка и најбољи пријатељ Дик појављују се поново у епизоди У време Пони Експреса, која прати Кенове догађаје из младости.